# Сандал-бар

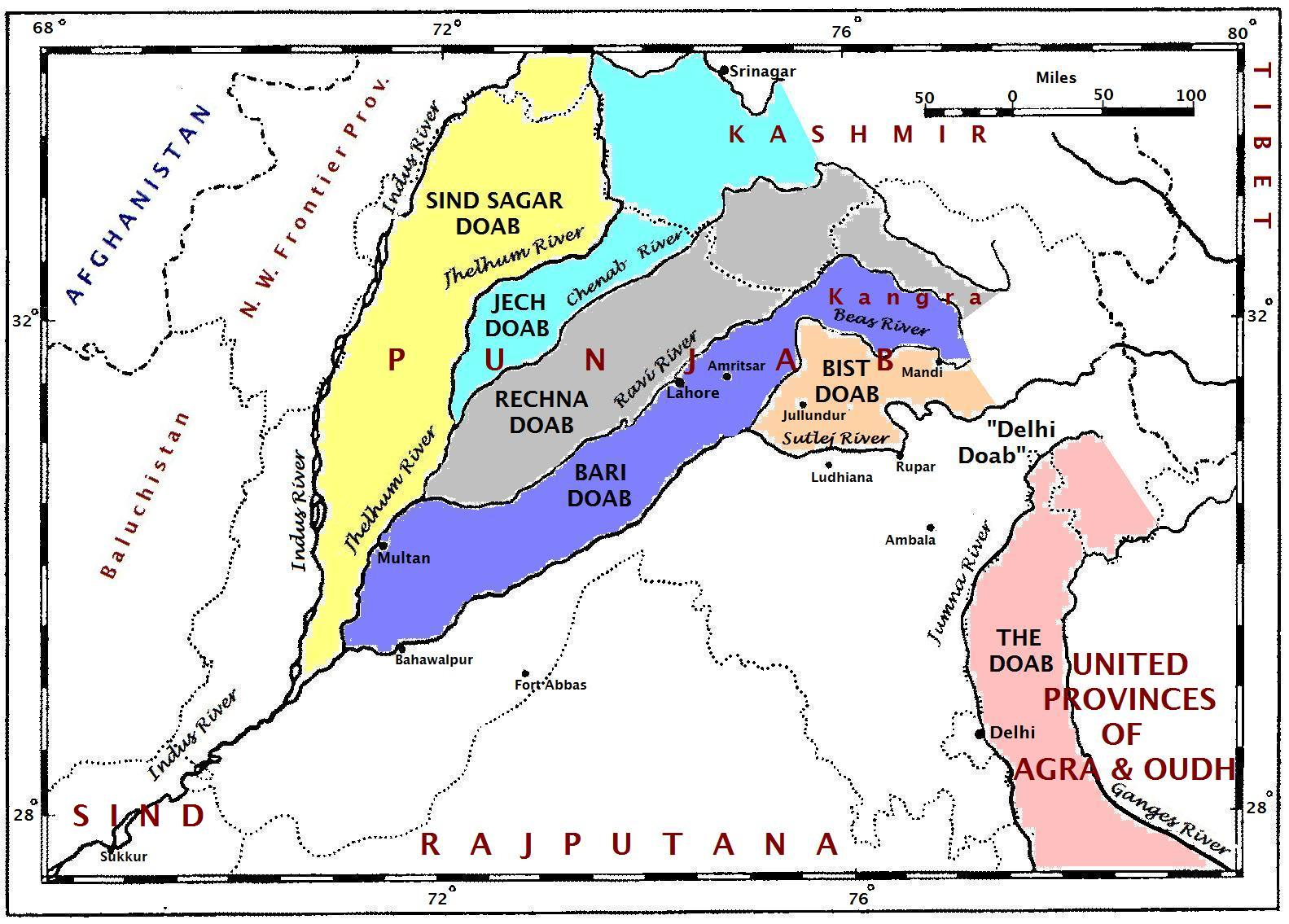
Сандал-бар знаходиться в сірій зоні на карті

Сандал-бар (пенджаб. ساندل بار  — регіон між річками Чинаб і Раві в провінції Пенджаб, Пакистан.
Регіон розташований у південній частині основного регіону Рахна Доаб. Він простягається майже на 40 миль (64 км) в ширину (із заходу на схід) і на 80 миль (130 км) в довжину (з півночі на південь). "Бар" на місцевій мові означає регіон природних джунглів або дикого лісу, де немає ресурсів для вирощування, таких як вода, а також територія людських поселень.
Сандал-бар названий на честь Сандала, який вважається дідом легендарного пенджабського героя Дулли Бхатті. Майже вся територія цього бару раніше входила до складу округу Джанг, але зараз вона розділена між округами Фейсалабад, Джанг і Тоба Тек Сінгх.
Сандал-Бар насправді був великою територією, на якій проживало багато пенджабських племен, що мали спільну культуру та мову. Сьогодні Сандал-бар входить до окргів Джанг, Тандліанвали, Джаранвали та Пір Махалу. Деякі частини у Пінді Бхаттіан та окрузі Чініот.